# Grotte (stacja kolejowa)
Grotte (wł. Stazione di Grotte) – stacja kolejowa w Grotte, w prowincji Agrigento, w regionie Sycylia, we Włoszech. Stacja znajduje się na linii Caltanissetta Xirbi – Agrigento.
Według klasyfikacji RFI ma kategorię brązową.

## Linie kolejowe
- Linia Caltanissetta Xirbi – Agrigento